# Honey Boy
Honey Boy (no Brasil, O Preço do Talento) é um filme norte-americano de 2019, do gênero drama, dirigido por Alma Har'el, com roteiro de Shia LaBeouf baseado em sua própria infância e no relacionamento com seu pai. 
Estrelado por LaBeouf, Lucas Hedges, Noah Jupe e FKA Twigs, o estreou no Festival de Cinema de Sundance em 25 de janeiro de 2019 e foi lançado em 8 de novembro de 2019 por intermédio da Amazon Studios.

## Elenco
- Shia LaBeouf como James Lort
- Lucas Hedges como Noah Jupe como Otis Lort
- FKA Twigs como garota tímida
- Maika Monroe como Sandra
- Natasha Lyonne como Mom
- Martin Starr como Alec
- Byron Bowers com Percy
- Laura San Giacomo como Dr. Moreno
- Clifton Collins Jr. como Tom